# Општина Боровница
Општина Боровница (словен. Borovnica) је једна од општина Средњесловенске регије у држави Словенији. Седиште општине је истоимени градић Боровница.

## Природне одлике
Рељеф: Општина Боровница налази се у средишњем делу државе, југозападно од Љубљане. Јужни део општине је брдско-планински (планина Крим), док се северни спушта у Љубљанско барје.
Клима: У општини влада умерено континентална клима.
Воде: Најважнији водоток у општини је поток Боровништица.

## Становништво
Општина Боровница је средње густо насељена.

## Насеља општине
| - Боровница - Брег при Боровници - Брезовица при Боровници - Дол при Боровници - Дражица - Забочево | - Лазе при Боровници - Лашче - Нижевец - Охоница - Пако - Пристава |  |